# Giovanni Maimeri

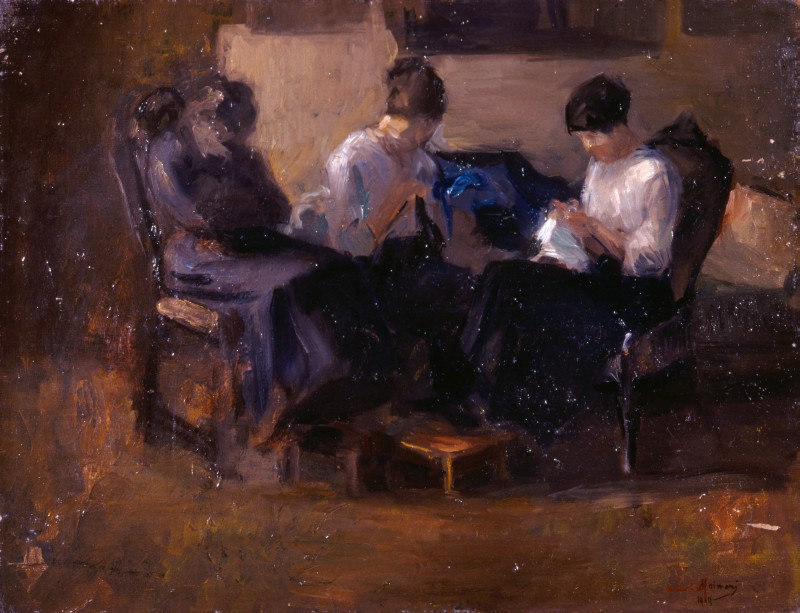
Conversazione, 1919 (Fondazione Cariplo)

Giovanni (Gianni) Maimeri (Varano, 21 giugno 1884 – Milano, 25 novembre 1951) è stato un pittore e imprenditore italiano.

## Biografia
Autodidatta, compie la sua formazione tra Venezia e Milano dove frequenta lo studio di Leonardo Bazzaro a partire dal 1906. L'incontro con Emilio Gola nel 1908 è decisivo nell'evoluzione delle sue ricerche artistiche di impronta naturalista, rivolte allo studio dell'incidenza della luce sui corpi e del ruolo dei colori. Nel 1910 esordisce all'Esposizione di Belle Arti presso la Società Permanente con alcuni soggetti tratti dalla vita notturna milanese, un paesaggio e figure. Gli stessi temi, ripetutamente affrontati nel corso degli anni Dieci, confluiscono nella sua prima personale allestita presso la Galleria Geri di Milano nel 1918. Dal 1929 si dedica all'esecuzione di vedute dei navigli milanesi, soggetti destinati a divenire caratteristici della sua produzione, presentati l'anno successivo presso il salone del Giornale dell'Arte. Sistematicamente escluso dall'Esposizione Internazionale d'Arte della città di Venezia e dalle Mostre del Sindacato Fascista, continua l'attività espositiva negli anni Quaranta presso le più importanti gallerie private di Milano e Roma.
Nel 1923, insieme al fratello Carlo che nel 1908 aveva conseguito la laurea in chimica industriale, rileva il Mulino Blondel nella periferia sud di Milano, e fonda la Fratelli Maimeri, una piccola azienda produttrice di colori, che con alterne vicende si svilupperà negli anni a venire fino a raggiungere dimensioni ragguardevoli.
Oggi la Maimeri Spa, è una delle aziende leader nella produzione e distribuzione di colori per artisti italiana, nota in tutto il mondo. 
La sua attuale sede è a Mediglia (MI), dove si è spostata dopo i bombardamenti e la distruzione del Mulino, durante la Seconda guerra mondiale.
Nel 1997 è nata la Fondazione Maimeri, lo scopo e l'intento della fondazione è quello di promuovere l'arte in ogni sua espressione attraverso tre direttive principali: la valorizzazione dell'attività artistica di Gianni Maimeri, la promozione dei giovani artisti e la divulgazione dell'arte italiana e contemporanea.